# Hear in the Now Frontier
| 전문가 평가                      | 전문가 평가 |
| 평가 점수                        | 평가 점수   |
| 출처                             | 점수        |
| -------------------------------- | ----------- |
| AllMusic                         | [ 1 ]       |
| Chicago Tribune                  | [ 2 ]       |
| Collector's Guide to Heavy Metal | 8/10        |
| Entertainment Weekly             | B           |

《Hear in the Now Frontier》는 1997년 3월 25일에 발매된 미국의 헤비 메탈 밴드 퀸스라이크의 여섯 번째 스튜디오 음반이다. 펄 잼의 기타리스트 스톤 고사드의 홈 스튜디오인 시애틀의 스튜디오 리토에서 부분적으로 녹음되었으며, 최근 앨리스 인 체인스에서 함께 작업한 토비 라이트가 엔지니어링 및 믹싱했다.

## 배경
이 음반은 19위로 데뷔했지만 차트에서 빠르게 사라졌다. 《Hear in the Now Frontier》는 그 밴드가 지금까지 발표했던 어떤 것보다 더 기본적이고 헐벗은 음악 스타일을 특징으로 한다. 많은 청취자들은 그 밴드가 더 주류적인 사운드로 바꾼 것을 비판했다.
이러한 반응에도 불구하고, 싱글 〈Sign of the Times〉와 〈You〉는 상당한 방영 분량을 받았다. Some People Fly 뿐만 아니라 두 트랙 모두 나중에 베스트 오브 컴필레이션에 실릴 것이다. 2007년 컴필레이션 음반인 《Sign of the Times: The Best of Queensrÿche》도 이 노래에서 그 이름을 따왔다.
〈All I Want〉라는 곡은 기타리스트 크리스 드가모가 리드 보컬에 참여하는데, 이는 현재까지 리드 보컬을 제외한 밴드 멤버가 스튜디오 트랙에서 한 유일한 경우이다. 음반 발매 후 드가모는 밴드를 떠났다.

## 곡 목록
| #   | 제목                   | 작사·작곡            | 재생 시간 |
| --- | ---------------------- | -------------------- | --------- |
| 1.  | 〈Sign of the Times〉  | 크리스 디가모        | 3:33      |
| 2.  | 〈Cuckoo's Nest〉      | 디가모               | 3:59      |
| 3.  | 〈Get a Life〉         | 디가모, 제프 테이트  | 3:39      |
| 4.  | 〈The Voice Inside〉   | 디가모               | 3:48      |
| 5.  | 〈Some People Fly〉    | 디가모, 테이트       | 5:17      |
| 6.  | 〈Saved〉              | 디가모, 테이트       | 4:09      |
| 7.  | 〈You〉                | 디가모, 테이트       | 3:54      |
| 8.  | 〈Hero〉               | 디가모               | 5:25      |
| 9.  | 〈Miles Away〉         | 디가모               | 4:32      |
| 10. | 〈Reach〉              | 테이트, 마이클 윌튼  | 3:30      |
| 11. | 〈All I Want〉         | 디가모               | 4:06      |
| 12. | 〈Hit the Black〉      | 디가모, 에디 잭슨    | 3:36      |
| 13. | 〈Anytime / Anywhere〉 | 디가모, 잭슨, 테이트 | 2:54      |
| 14. | 〈sp00L〉              | 디가모, 테이트       | 4:53      |